# カズン (スーパーマーケット)
カズンは、かつて関東地方で営業していたスーパーマーケットのチェーン。1996年の創業以来株式会社カズンが運営していたが、2013年に事業が同社からOlympicグループの子会社である株式会社アバンセに譲渡され、以後はOlympicグループ傘下の店舗ブランドとなった。2019年からは株式会社Olympicの運営となっていた。
2017年以降にOlympicグループの他の業態や店舗ブランドへの転換が進み、2022年3月12日以降は東京都足立区の関原店1店舗のみが営業していたが、同店も2024年4月16日にカズンとしての営業を終了した。株式会社カズンの時代には、東京都東部（区部）、埼玉県草加市、および千葉県北西部に最大で17店舗を営業していた。

## 沿革
株式会社カズン
- 1996年（平成8年）
  - 7月 - 東京都中央区にて会社設立。
  - 9月 - 東京都足立区南花畑に本店開店。
- 1997年（平成9年）5月 - 本店と同地に本社を移転。
- 2010年（平成22年）2月 - 妙典店を閉鎖し、千葉県から完全撤退。
- 2012年（平成24年）
  - 4月12日 - Olympicグループが、創業者である岩嵜一彦社長が保有する全株式を3億円で取得して子会社化すると発表[3]。
  - 4月18日 - Olympicグループが、株式会社カズンの棚卸資産の再査定を行った結果、資産の評価額を減額することとし、全株式を2億1660万8000円で取得して子会社化すると発表[4]。
  - 6月 - 本店を閉鎖。本社は国分寺市のオリンピック本社所在地へ移転。
  - 6月28日 - Olympicグループが、有限会社サーフテクノへ50万円で全株式を譲渡すると発表[5]。
  - 7月13日 - サーフテクノとの株式譲渡の合意を取り消し、Olympicグループから出向していたカズン社長の田中秀文に対して、同一の条件によりMBO方式で譲渡[6]、本社を亀戸店へ再移転。
- 2013年（平成25年）
  - 1月1日 - スーパーマーケット事業を、Olympicグループの子会社・株式会社アバンセに譲渡。
  - 6月12日 - 株式会社カズンの特別清算開始決定[7]。

## 閉鎖・転換した店舗
- 東京都
  - 本店（足立区南花畑）
  - 花畑店（足立区花畑）
  - 常盤店（江東区常盤）
  - 田園調布南店（大田区）
  - 金町店（葛飾区） 2006年8月2日閉店、跡地はジェーソン金町店
  - 成城店（世田谷区成城） 2017年11月16日にOlympic成城店へ転換して新装開店
  - 浮間店（北区浮間） 2018年12月31日閉店、OlympicグループのおうちDEPOへ転換して2019年2月21日に新装開店
  - 亀戸店（江東区亀戸） 2019年にOlympic亀戸店へ転換して新装開店
  - お花茶屋店（葛飾区四つ木） 2019年7月26日にOlympicお花茶屋店へ転換して新装開店
  - 平井店（江戸川区平井） 2019年10月25日にOlympic平井店へ転換して新装開店
  - 柴又店（葛飾区柴又） 2019年11月29日にOlympic柴又店へ転換して新装開店
  - 八広店（墨田区八広） 2022年3月4日にOlympic八広店へ転換して新装開店
  - 関原店（足立区関原）2024年4月17日から休業、4月26日にOlympic関原店へ転換して新装開店
- 埼玉県
  - 草加店（草加市谷塚町） 2022年3月12日から休業、3月18日にOlympic草加店へ転換して新装開店
- 千葉県
  - 津田沼店（習志野市谷津）
  - 新浦安美浜店（浦安市美浜）
  - 妙典店（市川市妙典） 2010年2月閉店

### その他
- 焼肉天国かずん（東京都中野区） - 株式会社カズンが運営していた焼肉店。2017年に「焼肉 雅山」に改称した。カズン時代以後の運営主体は不明。